# Васконселос, Валтер
Ва́лтер Васконселос Фернандес (порт.-браз. Válter (Wálter) Vasconcelos Fernandes; 25 мая 1939, Белу-Оризонти — 22 января 1983, Бруски) — бразильский футболист, левый полузащитник и нападающий.

## Карьера
Валтер Васконселос начал карьеру в молодёжном составе клуба «Васко да Гама» в 1947 или по другим данным в 1948 году. Со следующего года он стал играть на за основной состав команды, выступая на правом фланге нападения. Левый же фланг занимал Жансен. С командой Васконселос выиграл два чемпионата штата Рио-де-Жанейро. В 1951 году Валтер перешёл в клуб «Португеза Сантиста». Там игрок выступал два сезона.
В 1953 году Васконселос перешёл в «Сантос», заплативший за трансфер игрока 350 тысяч крузейро. В клубе Васконселос дебютировал в матче с его бывшей командой — «Португезой», где забил три гола. По другой версии он дебютировал 15 марта в матче с «Жувентусом» (6:1), где отличился дважды, по другим данным встреча завершилась со счётом 6:2. В первом же сезоне футболист стал лучшим бомбардиром турнира Рио-Сан-Паулу, а также два года подряд становился лучшим бомбардиром команды. В 1955 году Валтер помог клубу выиграть чемпионат штата Сан-Паулу, первый подобный титул за 20 лет. При этом Васконселос стал вторым бомбардиром турнира, уступив только Эмануэле Дел Веккио. Годом позже Валтер выиграл свой второй титул чемпиона штата. В тот же год в клуб пришёл Пеле. Вместе с ним приехал его отец Дондиньо, который попросил позаботиться о молодом футболисте. Ему ответил Васконселос, сказавший: «Я смогу это сделать». И он сдержал обещание: 24 мая 1956 года в день рождения вратаря Манги футболисты выпивали. Валтер увидел стакан у Пеле, который готовился его выпить. Он подскочил к молодому игроку и выбил стакан из его руки, после чего отругал юношу.
9 декабря 1956 года Васконселос сломал большую берцовую кость ноги в противоборстве с Мауро Рамосом на 10 минуте матча с «Сан-Паулу» (1:3). Его в стартовом составе «Сантоса» заменил Пеле, который был переведён в центр нападения, а на левый фланг атаки, место Валтера, занял Пепе. Также Пеле «забрал» 10-й номер, ранее принадлежащий Васконселосу. После травмы Васконселос долгое время не выступал, а когда возвратился на поле, уже не демонстрировал того же уровня игры:
Он долгое время отсутствовал, и когда вернулся через несколько месяцев, то уже не был тем же игроком. Возможностей (для восстановления), которые существуют сегодня, ещё не было. Васконселос вернулся на футбольное поле, ожидая, что он станет тем же Васконселосом, но этого не произошло. Он недолго пробыл в «Сантосе» и перешёл в «Жабакуару».Пепе
Последний матч за «Сантос» Васконселос провёл 11 мая 1958 года в товарищеской игре со сборной командой «Калденсе» и «Риу-Бранку» (4:0). Всего за клуб Валтер провёл 181 матч и забил 111 голов, по другим данным 175 матчей и 114 голов, по третьим — 181 матч и 114 голов. В 1958 году Васконселос был арендован «Палмейрасом». 28 сентября он дебютировал в составе команды в матче с «Атлетико Итуано», где забил дважды. Всего за клуб он сыграл 9 матчей и забил 4 гола. После «Жабакуары» Васконселос возвратился в «Васко да Гаму», но там почти не играл. Затем он уехал в клуб «Наутико», а завершил карьеру в «Апукаране».
Ещё будучи игроком «Сантоса» Васконселос злоупотреблял алкоголем, а также вёл богемный образ жизни — посещал перед матчами клубы в Бока-ду-Лишу, где танцевал до утра. Доходило до того, что игроки или директор «Сантоса» забирали его пьяного из клуба или лежащего на скамье в парке, где тот уснул. После завершения карьеры денежные средства кончились, и Валтер остался без средств к существованию, по прежнему страдая от алкоголизма. Последние годы жизни Васконселос проживал в районе Дон-Жуакин в Бруски в одиночестве, будучи брошенным своей семьёй. Там же он был похоронен.

## Международная статистика
| Матчи Валтера Васконселоса за сборную Бразилии | Матчи Валтера Васконселоса за сборную Бразилии | Матчи Валтера Васконселоса за сборную Бразилии | Матчи Валтера Васконселоса за сборную Бразилии | Матчи Валтера Васконселоса за сборную Бразилии | Матчи Валтера Васконселоса за сборную Бразилии | Матчи Валтера Васконселоса за сборную Бразилии |
| ---------------------------------------------- | ---------------------------------------------- | ---------------------------------------------- | ---------------------------------------------- | ---------------------------------------------- | ---------------------------------------------- | ---------------------------------------------- |
| №                                              | Дата                                           | Место проведения                               | Оппонент                                       | Счёт                                           | Голы                                           | Турнир                                         |
| 1                                              | 20 сентября 1955                               | Сан-Паулу                                      | Чили                                           | 2:1                                            | —                                              | Кубок О’Хиггинса                               |
| 2                                              | 17 ноября 1955                                 | Сан-Паулу                                      | Парагвай                                       | 3:3                                            | —                                              | Кубок Освалдо Круза                            |

## Достижения

### Командные
- Чемпион штата Рио-де-Жанейро: 1949, 1950
- Чемпион штата Сан-Паулу: 1955, 1956, 1958
- Обладатель Кубка О’Хиггинса: 1955
- Обладатель Кубка Освалдо Круза: 1955

### Личные
- Лучший бомбардир турнира Рио-Сан-Паулу: 1953 (8 голов)